# Zooforo
(Le Goff, 1993)

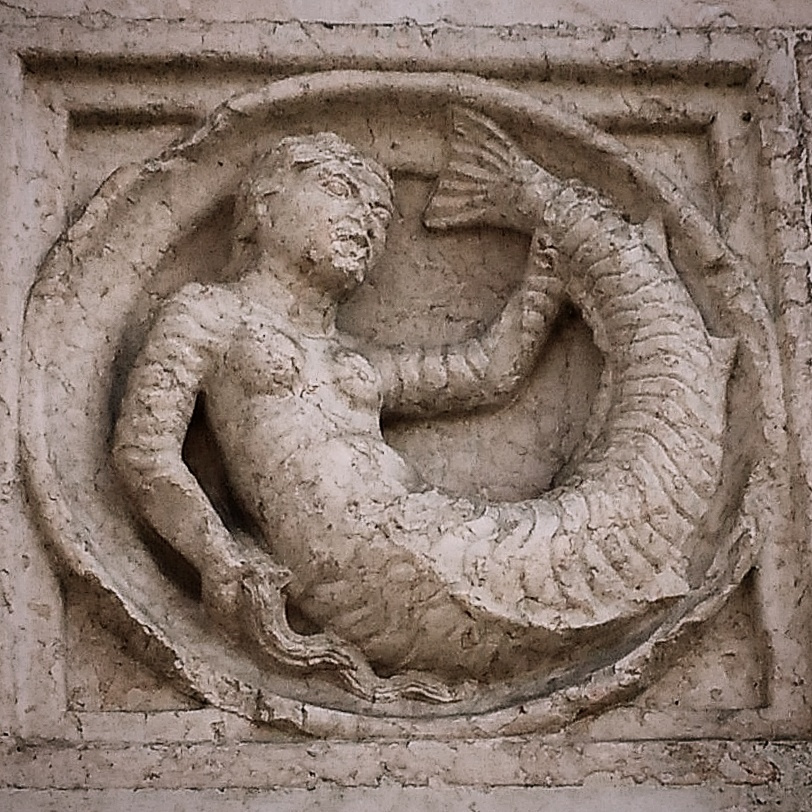
Sirena Formella 40 dello Zooforo

Lo Zooforo di Benedetto Antelami è una serie di settantacinque formelle scolpite a bassorilievo nel marmo rosso di Verona dall'Antelami e dalla sua bottega ed incastonate a mo' di fregio pressoché continuo al livello inferiore del paramento marmoreo esterno del battistero di Parma.
Il fregio, interrotto solo dai tre grandi portali, rappresenta il fantastico nella scultura: figure umane, animali reali e fantastici, mostruosi o curiosi, quasi seguendo le indicazioni di un bestiario medievale.
Il ciclo è integrato da altre quattro formelle, poste ai lati di due portali, raffiguranti le Virtù (Castità e Carità, Fede e Speranza), che forniscono la chiave di lettura dell'insieme: le passioni umane, i vizi e i costumi aberranti rendono l'uomo simile agli animali e ai mostri ambigui e lo allontanano dalla Salvezza, che egli può riconquistare con un comportamento virtuoso.
La sequenza delle raffigurazioni è questa:
1. Cane o Veltro
2. figura umana
3. figura umana
4. Asino
5. Ercole
6. rosone
7. rosone
8. Arpia
9. Scimmia
10. Grifone
11. Testa di uomo
12. Arpia
13. Arpia con sembianze maschili
14. Centauro che scocca una freccia
15. Cervo ritto sulle zampe
16. Asino
17. Dromedario
18. Cammello
19. Elefante da guerra
20. Bue
21. Toro
22. Anatra sull'acqua
23. Grifone
24. Satiro che scocca una freccia
25. Leone ferito
26. Basilisco
27. Basilisco
28. Gallo
29. Oca
30. Capro
31. Ariete
32. Cane con berretto
33. Toro
34. Unicorno volto a destra
35. Vergine
36. Unicorno volto a sinistra
37. Lepre
38. Cane
39. Macaco
40. Sirena
41. Leonessa ferita
42. Satiro che scocca una freccia
43. Idra
44. Pavonessa
45. Pavone
46. Cane alato
47. Cane alato
48. Gatto
49. Cane
50. Centauro in sembianze di donna
51. Centauro
52. Falco
53. Cavallo volto a destra
54. Cavallo volto a sinistra
55. Lupo
56. Iena
57. Cane marino
58. Cane marino
59. Gatto marino
60. Ulisse
61. Gatto marino
62. Cavallo marino
63. Falco o altro rapace
64. Cavallo marino
65. Capriolo ferito
66. Satiro che scocca una freccia
67. Centauro che scocca una freccia
68. Capra
69. Capriolo
70. Arpia
71. Testa di leone
72. Capricorno
73. Cinghiale
74. Testa di leone
75. Aquila